# State College
State College est un borough situé dans le centre de l'État de la Pennsylvanie, États-Unis. Les principaux bâtiments de l'université d'État de Pennsylvanie (Penn State ou PSU) sont situés dans la ville dont le Beaver Stadium stade de football américain des Nittany Lions.

## Géographie
State College est établie à une altitude d'approximativement 1 200 pieds (370 m). Selon le bureau de recensement des États-Unis, la ville a une surface totale de 4,56 milles carrés (11,81 km2).

## Démographie
| Groupe            | State College | Pennsylvanie | États-Unis |
| ----------------- | ------------- | ------------ | ---------- |
| Blancs            | 83,2          | 81,9         | 72,4       |
| Asiatiques        | 9,8           | 2,8          | 4,8        |
| Afro-Américains   | 3,8           | 10,9         | 12,6       |
| Métis             | 2,0           | 1,9          | 2,9        |
| Autres            | 1,0           | 2,4          | 6,2        |
| Amérindiens       | 0,2           | 0,2          | 0,9        |
| Total             | 100           | 100          | 100        |
|                   |               |              |            |
| Latino-Américains | 3,9           | 5,7          | 16,7       |

Selon l'American Community Survey, pour la période 2011-2015, 86,72 % de la population âgée de plus de 5 ans déclare parler l'anglais à la maison, 3,12 % déclare parler une langue chinoise, 2,41 % l'espagnol, 1,17 % le coréen, 0,67 % le japonais, 0,61 % l'hindi, 0,53 % le russe et 4,77 % une autre langue.

## Éducation
L'université d'État de Pennsylvanie est située dans la ville.